# 權五哲
權五哲（：／*/?，1958年7月18日—），生於韓國，韓國企業家，其於1989年加入海力士。現任SK海力士執行長，首爾大學校友。